# Crockett Cup
El Jim Crockett Sr. Memorial Cup Tag Team Tournament (también conocido simplemente como Crockett Cup) es un evento de lucha libre profesional producido por la promoción de lucha libre profesional, National Wrestling Alliance (NWA). El evento presenta un torneo de lucha libre profesional por equipos con la Copa Crockett otorgada al equipo ganador.

## Historial de eventos
El Torneo Jim Crockett Sr. Memorial Cup Tag Team fue creado por Jim Crockett Jr. de Jim Crockett Promotions (JCP) en honor al padre de Crockett, el fundador de JCP, Jim Crockett Sr. El formato del torneo fue de eliminación simple con un premio promocionado de $ 1 millón (EE. UU.) otorgado al equipo ganador. JCP celebró el evento cada abril de 1986, 1987 y 1988 antes de vender la empresa a Ted Turner (a través de TBS ) en noviembre de 1988.
En julio de 2017, Crockett Foundation , con Classic Pro Wrestling, llevó a cabo una versión derivada llamada Crockett Foundation Cup Tag Team Tournament en New Kent, Virginia. Bobby Fulton , The Barbarian y The Rock 'n' Roll Express fueron luchadores de torneos anteriores que participaron en el evento. Los Geordie Bulldogs (Mark Denny y Sean Denny) fueron los campeones del torneo. [4]
El 1 de octubre de 2017, se finalizó la compra de la NWA por parte de William Patrick Corgan (a través de su empresa Lightning One, Inc.). Además de poner fin a su funcionamiento como organismo rector, la NWA dejó vacantes todos los títulos, excepto el Campeonato Mundial de Peso Pesado de la NWA y el Campeonato Mundial Femenino de la NWA , y expiraron todas las licencias con promociones previamente afiliadas. A partir de ese momento, NWA se convirtió gradualmente en una promoción de lucha libre singular.
En octubre de 2018, durante el NWA 70th Anniversary Show , se anunció que el Torneo de Parejas de la Copa Memorial Jim Crockett Sr., ahora simplemente llamado Copa Crockett, regresaría en abril de 2019. [5] Treinta y un años después del anterior evento, la cuarta Copa Crockett anual se llevó a cabo el 27 de abril de 2019.
En junio de 2019, se subió a WWE Network el evento inaugural de 1986 . [6]
En enero de 2020, durante el pago por evento Hard Times de NWA , se anunció que la Crockett Cup regresaría nuevamente en abril de 2020 , confirmando así la Crockett Cup como un evento anual organizado por la NWA. [7] El 18 de febrero, la NWA anunció la fecha del 19 de abril para la celebración de la Copa y anunció que la sede sería el Gateway Center Arena en College Park, Georgia . [2] Sin embargo, el evento de 2020 se canceló debido a la pandemia mundial. Regresaría en 2022 como un evento de dos noches el 19 y 20 de marzo.

## Eventos
| 1                                                            | Crockett Cup (1986) | 19 de abril de 1986 | New Orleans, Louisiana        | Louisiana Superdome                     | Final del Torneo por la Copa Crockett: The Road Warriors (Animal & Hawk) vs. Magnum T. A. & Ronnie Garvin                                                                             |       |
| 2                                                            | Crockett Cup (1987) | 10 de abril de 1987 | Baltimore, Maryland           | Baltimore Arena                         | Big Bubba vs. Ole Anderson en un Last Man Standing Steel Cage Match |       |
| 2                                                            | Crockett Cup (1987) | 11 de abril de 1987 | Baltimore, Maryland           | Baltimore Arena                         | Final del Torneo por la Copa Crockett: The Super Powers (Dusty Rhodes & Nikita Koloff) vs. Lex Luger & Tully Blanchard                                                                |       |
| 3                                                            | Crockett Cup (1988) | 22 de abril de 1988 | Greenville, South Carolina    | Greenville Memorial Auditorium          | Segunda Ronda del Torneo por la Copa Crockett: The Midnight Express (Bobby Eaton & Stan Lane) (con Jim Cornette) vs. The Sheepherders (Butch Miller & Luke Williams) (con Rip Morgan) | [ 1 ] |
| 3                                                            | Crockett Cup (1988) | 23 de abril de 1988 | Greensboro, North Carolina    | Greensboro Coliseum                     | Final del Torneo por la Copa Crockett: Lex Luger & Sting vs. Arn Anderson & Tully Blanchard                                                                                           | [ 1 ] |
| 4                                                            | Crockett Cup (2019) | 27 de abril de 2019 | Concord, Carolina del Norte   | Cabarrus Arena                          | Final del Torneo por la Copa Crockett: Villain Enterprises (Brody King & PCO) vs. The Wild Cards (Royce Isaacs & Thom Latimer) (con Madusa)                                           | [ 2 ] |
| 4                                                            | Crockett Cup (2019) | 27 de abril de 2019 | Concord, Carolina del Norte   | Cabarrus Arena                          | Nick Aldis (c) vs. Marty Scurll por el Campeonato Mundial Peso Pesado de NWA | [ 2 ] |
| 5                                                            | Crockett Cup (2022) | 19 de marzo de 2022 | Nashville, Tennessee          | Tennessee State Fairground Sports Arena | Cuartos de Final del Torneo por la Copa Crockett: The Commonwealth Connection (Doug Williams & Harry Smith) vs. Gold Rushhh (Jordan Clearwater & Marshe Rockett)                      | [ 3 ] |
| 5                                                            | Crockett Cup (2022) | 20 de marzo de 2022 | Nashville, Tennessee          | Tennessee State Fairground Sports Arena | Matt Cardona (c) vs. Nick Aldis por el Campeonato Mundial Peso Pesado de NWA, con Jeff Jarrett como árbitro especial invitado                                                         | [ 3 ] |
| 6                                                            | Crockett Cup (2023) | 3 de junio de 2023  | Winston-Salem, North Carolina | Winston-Salem Fairgrounds Annex         | Segunda Ronda del Torneo por la Copa Crockett: La Rebelión (Bestia 666 & Mecha Wolf) vs. Flippin' Psychos (Flip Gordon & Fodder) (con Angelina Love)                                  | [ 4 ] |
| 6                                                            | Crockett Cup (2023) | 4 de junio de 2023  | Winston-Salem, North Carolina | Winston-Salem Fairgrounds Annex         | Final del Torneo por la Copa Crockett: Mike Knox & Trevor Murdoch) vs. Blunt Force Trauma (Carnage and Damage) (con Aron Stevens)                                                     | [ 4 ] |
| 7                                                            | Crockett Cup (2024) | 18 de mayo de 2024  | Forney, Texas                 | The OC Theater                          | Final del Torneo por la Copa Crockett: The Southern 6 (Kerry Morton & Alex Taylor) vs. The Immortals (Kratos & Odinson)                                                               |       |
| 8                                                            | Crockett Cup (2025) | 17 de mayo de 2025  | Filadelfia, Pensilvania       |                                         | |       |
| (c) – se refiere a los campeón(es) que se dirigen al combate |                     |                     |                               |                                         | |       |